# فالسون
فالسون (بالفرنسية: Valsonne)‏ هي بلدية تقع في فرنسا في رون (إقليم فرنسي). يقدر عدد سكانها بـ 820 نسمة ومساحتها 18.25 كم2 وترتفع عن سطح البحر 460 متر.